# 弘兼憲史
弘兼 憲史（ひろかね けんし、1947年9月9日 - ）は、日本の漫画家。山口県岩国市出身。有限会社ヒロカネプロダクション（自身の個人事務所）代表取締役。徳山大学客員教授。山口大学客員教授を務めた。BS日本番組審議会委員。2023年4月時点で、日本漫画家協会理事。

## 人物
代表作は『課長島耕作』シリーズ、『人間交差点』『黄昏流星群』など。
松下電器産業（現在のパナソニックホールディングス）に3年間勤務した経歴を持つ。しかし、人生のその時々で「楽しさ」を判断基準としていた弘兼は、「（会社員は）俺の仕事じゃない、やっぱり漫画を描きたい」と判断し、退職して漫画家に転じたという。当時、大手企業のサラリーマン経験がある漫画家はまだ少なく、その先駆けとなった人物である。
サラリーマンとしての経歴を生かし、現代社会に生きる様々な大人達の生活や、葛藤をテーマとした作品を描いている。代表作の『島耕作』シリーズは、団塊の世代への熱烈な応援歌とのスタンスで描いているとされている。漫画以外でも、中高年向けに老後や死を意識した生き方を助言する本を多く出版している。漫画作品では、頻繁にベッドシーンが描かれる。コンセプトは「美しく、色っぽく、尚且つ汚くならずに上品に描く」。熟女好きを公言し、作品では体の線が崩れた女性の陰毛まで描写されることが多い。
午前中はファミリーレストランでアイデアを練り、午後から未明にかけて原稿を執筆し、4時間ほど眠るという生活を続けている。漫画家としての仕事を優先するため、テレビ出演は断っているが、ラジオ番組への出演は断続的に行っている。
口髭を生やした風貌が特徴的である。随想やエッセイも数多く書いている。サラリーマン出身ということから堅いイメージを持たれることが多く、著作や公の場ではそのイメージ通りに振る舞うことも多いが、妻の柴門ふみや元アシスタントなどの証言からは、鷹揚な性格でSFやオカルトといったサブカルチャーにも好奇心旺盛だが、マニア気質はまったく理解できない、といった団塊世代サラリーマンの典型的な傾向がうかがえる。
このように、社会人としての能力は高く、その能力を漫画にも活かしているが、漫画家としては珍しい性格のため、榎本俊二や山田花子など、マニアックで繊細な作風の対談相手に失礼な発言をして批判されたこともあった。
50年来の広島カープのファンである。
サザンオールスターズ（桑田佳祐ソロを含む）のファンであり、カラオケでもよく歌うことを公言している。
ゴルフも趣味としており、2010年時点で26年プレイしていると語っているが、OBを連発するなど、あまり上手くないとも語っている。
ワイン好きでもあり、後述するようにワインの入門書を複数上梓しているほか、ワインボトルのラベル（エチケット）デザインを手掛けることも多い。
松下政経塾評議員、山口芸術短期大学デザイン・アート学科の特別講師を務めている。
妻は元アシスタントで漫画家の柴門ふみ。妻との間に1男1女がおり、長男は漫画家の西倉新久。フリーのイラストレーターをしている長女は、2019年6月15日にお笑い芸人のカズマ・スパーキンと結婚した。
出光興産取締役の手島治雄は大叔父。実業家の隅修三は中学校の同級生である。

## 来歴
小学生の時に手塚治虫のファンになり、漫画家を志す。早稲田大学第一法学部を卒業した。在学中は漫画研究会に所属した。他の大学の漫研との連合では、かわぐちかいじや西岸良平らと知り合った。
1970年に松下電器産業（現在のパナソニック）に入社し、広告宣伝部で勤務した。当時のラジカセ購入者特典の小冊子「テープレコーダーをかついで自然の中にとび出そう」のイラスト等を手がけたが、1973年に退職した。
1974年、ビッグコミック（小学館）に『風薫る』を発表してデビューした。
1979年の『兎が走る』に続いて、1980年にビッグコミックオリジナルで連載開始した『人間交差点』で、その存在を認められる。様々な人間達のドラマを描いたこの短編シリーズは高く評価された。
1980年からヤングマガジン（講談社）で連載していた『ハロー張りネズミ』に続いて、1983年からモーニング（講談社）で『課長島耕作』の連載を開始する。サラリーマン・島耕作の活躍と色恋を描いた『島耕作』シリーズの第1作である。同シリーズは連載期間が30年を超え、弘兼の代表作となる。この頃から、小学館と講談社での長期連載が仕事の中心になり、「団塊の世代の代弁者」というイメージを得たことから、漫画以外の仕事も増えた。
1991年に『加治隆介の議』を連載開始した。サラリーマンの加治隆介が国会議員になり、遂に内閣総理大臣になると言う政治漫画である。2000年4月に、同作を支持する前原誠司、石原伸晃、石破茂、山本一太、渡辺喜美、中田宏等によって、テレビドラマ化させるための超党派の議員連盟（「カジ派」）が結成されたが、この計画は頓挫した。
1995年に連載を開始した『黄昏流星群』は、人生に疲れた様々な中年、高年の男女を描いた連作短編の恋愛漫画である。「従来の恋愛漫画は若い男女の話しか描かなかった。中高年の恋愛を決して蔑ろにしてはいけない」と言う強い意識の元で描かれた。中高年のセックスと言う、それまでほぼ無視されてきた重いテーマに取り組んだ。
2006年から対談本『本日の雑談』シリーズで、西部邁の話し相手を務める。
2007年4月、内閣官房「美しい国づくり」プロジェクト・企画会議委員に選ばれる（同年9月、安倍内閣退陣にともない解散）。同年には、母校・早稲田大学の創立125周年記念に制定された、熊のキャラクター（創立者の大隈重信→“クマ”にちなんで）「WASEDA BEAR（ワセダベア）」を制作した。
2018年7月に出身地の岩国市などを襲った平成30年7月豪雨に際しては、かねてから親交があり、蔵の一部が浸水するなどの被害を受け、停電の被害もあって冷蔵設備も稼働出来ないことから、主力商品の「獺祭」の製造を一時停止した旭酒造の復興商品「獺祭 島耕作」の販売に版権使用許諾で協力した。
2023年11月からは企業やコンテンツなどとのコラボレーションで佐賀県の魅力を発信する佐賀県の情報発信プロジェクト「サガプライズ！」の一環として、シリーズ累計発行部数4,700万部を超え、連載40周年を迎えた人気ビジネスマンガ「島耕作シリーズ」（講談社）とコラボし、主人公の島耕作が佐賀県副知事に就任した「副知事 島耕作」が多くのメディアやSNSで取り上げられた。

## 学歴
- 高水高等学校・付属中学校卒業。
- 早稲田大学第一法学部卒業。

## 受賞歴
- 1985年 - 『人間交差点』で第30回小学館漫画賞[12]一般向け部門。
- 1991年 - 『課長島耕作』で第15回講談社漫画賞[12]一般部門。
- 2000年 - 『黄昏流星群』で第4回文化庁メディア芸術祭マンガ部門優秀賞[12]。
- 2003年 - 『黄昏流星群』で第32回日本漫画家協会賞大賞[12]。
- 2007年 - 紫綬褒章受章[12]。

## 主要作品
『島耕作』シリーズの主人公・島や、『ハロー張りネズミ』の主人公・七瀬五郎を筆頭として、作品では山口県出身者が多く登場する。出身地でもある岩国市では、「島耕作バス」が走っている。
- 兎が走る（原作：小池一夫、ビッグコミックオリジナル、全3巻）
- 夢工場（原作：やまさき十三、漫画アクション、全6巻）
- 人間交差点（原作：矢島正雄、ビッグコミックオリジナル、全27巻）
- ハロー張りネズミ（週刊ヤングマガジン、全24巻）
  - 第24巻は、短編3編（『ハロー張りネズミ』の短編2編と『六本木心中』）と、当時のヤングマガジンの作家陣と対談するエッセイ漫画『ハリネズミ交遊録』で構成されている。交友録の中には、デビューしたばかりの山田花子と対談したエピソードが、165頁のパート14に「ハロー悪ふざけ山田花子」として収録されているが、山田も『からっぽの世界』(青林工藝舎)1998年出版131頁の「対談」にて、それぞれの視点で漫画化している。
- 『島耕作』シリーズ（『課長』 - 『社長』：モーニング、『ヤング』- 『係長』：イブニング）
  - エピソード-1『学生島耕作』（無印：全6巻、就活編：全3巻） - 1966年春から始まる島の大学生時代を描く[注釈 1]。
  - エピソード0『ヤング島耕作』（無印：全4巻、主任編：全4巻） - 物語のスタートは1970年4月の入社から。主任編は1976年。『イブニング』創刊時の目玉作品。
  - エピソード0.5『係長島耕作』（全4巻） - 舞台は1980年。最終話で課長に昇進し、シリーズが1つに繋がる。
  - エピソード1『課長島耕作』（全17巻）
  - エピソード2『部長島耕作』（全13巻）
  - エピソード3『取締役島耕作』（全8巻）
  - エピソード4『常務島耕作』（全6巻）
  - エピソード5『専務島耕作』（全5巻）
  - エピソード6『社長島耕作』（全16巻）
  - エピソード7『会長島耕作』（全13巻）
  - エピソード8『相談役島耕作』（全6巻）
  - エピソード9『社外取締役島耕作』（既刊6巻）
- 加治隆介の議（ミスターマガジン、全20巻）
- ラストニュース（原作：猪瀬直樹、ビッグコミックオリジナル、全10巻）
- 黄昏流星群（ビッグコミックオリジナル、連載中、既刊75巻）

### その他
- 中沢啓治原作のアニメ映画『黒い雨にうたれて』のキャラクターデザイン（金沢比呂司との共同）
- TVアニメ『アルスラーン戦記 風塵乱舞』第6話エンドカード（2016年）[13]

## 漫画作品以外の著書
- 『「人は人、俺は俺」でいいじゃないか 愛と勇気のビジネス人生相談』PHP研究所 1992年
- 『キミは寝言を言っているのか! ビジネス人生、何でも相談』PHP研究所 1992年 のち文庫
- 『課長島耕作の男と女の成功方程式』監修 講談社 1994年 のち文庫
- 『覚悟の法則 自分の人生は自分で決める』PHP研究所 1994年 のち文庫
- 『加治隆介の政治因数分解』監修 講談社 1995年 のち文庫
- 『あえて誤解をおそれず できる男の成功法則』PHP研究所 1995年 のち文庫
- 『サラリーマン勝者の条件』講談社 1995年 のち文庫
- 『どしゃぶりも晴れの日もあった アズ・タイム・ゴーズ・バイ』PHP研究所 1995年
- 『弘兼憲史の「リストラが怖くて人間やってられるか」』双葉社 1996年 「辞める勇気残る知恵 これからは「自分らしさ」に生きる（祥伝社黄金文庫）
- 『加治隆介の政界案内』講談社 1996年
- 『大人の「男」になる85ヵ条 課長島耕作から君へ』講談社 1996年 「島耕作に学ぶ大人の「男」になる85ヵ条（講談社+α文庫） 2001年
- 『弘兼憲史の「超」仕事術 ひと味違う情報収集、人脈活用、時間管理のノウハウ』PHP研究所 1996年
- 『生き方、すこし変えてみないか 「なりたい自分」に近づく43のヒント』新講社 1997年
- 『タフな「男」になる80カ条 課長島耕作から友へ』（講談社 1997年 『島耕作に聞くタフな「男」になる80カ条（講談社+α文庫） 2002年
- 『なぜ、この人はここ一番に強いのか 男の決め技100の研究』大和書房 1997年 『なぜ、この人はここ一番に強いのか 男の決め技100の研究（講談社+α文庫）
- 『「強い自分」は自分でつくる なぜ、この人は成功するのか』大和書房 1998年 のち講談社+α文庫
- 『好かれる「男」になる80ヵ条 課長島耕作に学ぶ』講談社 1998年 『島耕作に問う好かれる「男」になる80カ条』（講談社+α文庫） 2003年
- 『僕ならこう「生き直す」 明るく歩いていくための哲学』新講社 1998年
- 『ピンチはチャンスだ! 自分に奇跡を起こすサラリーマン50カ条』PHP研究所 1999年 「なぜあの人は仕事がうまくいくのか（幻冬舎文庫）
- 『俺たちの老いじたく これからは好きなように生きる』祥伝社 1999年 のち黄金文庫
- 『2年後に実を結ぶ生き方、考え方』新講社 1999年
- 『男は「いい人」になんかならなくていい』講談社 1999年 『島耕作に知る「いい人」をやめる男の成功哲学』（講談社+α文庫） 2005年
- 『まず、「あるがままの自分」から始めよう 人生に勝つ男の流儀』大和書房 1999年
- 『「君が必要だ!」といわれる人』新講社 2000年 『「あなたが必要!」と思われる人の共通点 (Wide shinsho) 新講社 2009年
- 『知識ゼロからのワイン入門』幻冬舎 2000年
- 『嫌なやつ こんな男からも学ぶことがある。』日本短波放送 2000年
- 『男たちよ!土壇場に強くなれ 「甘えのない人間」だけが人生の壁を乗り切れる』大和書房 2000年
- 『弘兼憲史の会社新作法 サラリーマンよ、荒野をめざせ』講談社 2000年
- 『「自分力」の底力に気づけ』講談社 2000年 『島耕作に読む「底力」を発揮する男の人生哲学（講談社+α文庫） 2006年
- 『なぜか「人の心をつかむ男」の共通点』新講社 2001年 『男は「笑顔」だ! なぜか「人の心をつかむ人」の共通点 (Wide shinsho) 新講社 2010年
- 『飄々と生きる 黄昏に乾杯!』東洋経済新報社 2001年
- 『我ら団塊世代の反論 50代が日本を動かす』講談社 2001年
- 『ひるむな!上司 二人以上の部下を持つ人のために』祥伝社 2001年 のち黄金文庫
- 『ここ一番、決断ができる人できない人 人生の明暗を分ける反常識のススメ』大和書房 2001年
- 『加治隆介に訊け! 日本の政治を変えるために知りたい41問』メディアファクトリー 2001年
- 『部長島耕作ターニングポイント成功方程式』原作・監修. 講談社 2001年
- 『「世界で一番あわれな」日本男性』新講社 2002年
- 『仕事が面白くなる50の考え方』大和書房 2002年
- 『知識ゼロからのビジネスマナー入門』幻冬舎 2002年
- 『「六つの決心」であなたの人生はこう変わる』新講社 2002年
- 『知識ゼロからのカクテル&バー入門』幻冬舎 2002年
- 『さらに極めるフランスワイン入門』幻冬舎 2003年
- 『ヒロカネ食堂 ヒロカネ式食文化論』講談社 2003年
- 『弘兼憲史の「しごとの作法」心得帖』波乗社 企画・編集. 新講社 2003年
- 『弘兼憲史の回文塾』小学館 2003年
- 『弘兼憲史の「大人の作法」心得帖』新講社 2003年 『オトナの作法で「一目置かれる」人になる』(Wide shinsho) 新講社 2008年
- 『弘兼憲史の人生を学べる名画座』主婦と生活社 2004年 「人生はすべてスクリーンから学んだ」小学館文庫
- 『できる上司は「道化」になれる』新講社 2004年 『弘兼憲史の「上司の演じ方」 (Wide shinsho) 新講社 2008年
- 『「愚」のすすめ 人生に活力が出る考え方』新講社 2004年
- 『知識ゼロからの決算書の読み方』幻冬舎 2004年
- 『熟性 五〇歳からの生き方探し』角川書店 2004年
- 『なぜ「中国式」人間関係が力を持つのか』新講社 2004年 『これだけ違う!日本人と驚きの中国人 (Wide shinsho) 新講社 2008年
- 『知識ゼロからの敬語マスター帳』幻冬舎 2005年
- 『知識ゼロからの世界のワイン入門』幻冬舎 2005年
- 『正直者はバカを見るな! 弘兼憲史の超・行動学』中経出版 2005年 「弘兼憲史のアツイ人生論（中経の文庫）
- 『知識ゼロからの企画書の書き方』幻冬舎 2005年
- 『知識ゼロからの手帳術』幻冬舎 2005年
- 『弘兼憲史のおとなのパソコン再入門』アスコム 2005年
- 『知識ゼロからのM&A入門』コンパッソ税理士法人監修 幻冬舎 2006年
- 『団塊生活 転ばぬ先のつまようじ』角川oneテーマ21 2006年
- 『知識ゼロからのシャンパン入門』幻冬舎 2006年
- 『知識ゼロからのビジネス文書入門』幻冬舎 2006年
- 『知識ゼロからの会議・プレゼンテーション入門』幻冬舎 2007年
- 『知識ゼロからのワイン&チーズ入門』幻冬舎 2007年
- 『知識ゼロからのプレミアムワイン入門』幻冬舎 2007年
- 『知識ゼロからの仕事整理術』幻冬舎 2007年
- 『知識ゼロからの時間活用術』幻冬舎 2007年
- 『知識ゼロからの部下指導術』幻冬舎 2007年
- 『知識ゼロからの経済学入門』高木勝監修 幻冬舎 2008年
- 『女性のためのスタイルワイン』幻冬舎 2008年
- 『聞き上手になるには 人間通になるために』フォー・ユー 2008年
- 『だれも教えてくれない「仕事の作法」「職場のルール」 (Wide shinsho) 新講社 2008年
- 『知識ゼロからのビジネス法務』萩谷法律事務所 監修 幻冬舎 2009年
- 『知識ゼロからの人脈術』幻冬舎 2009年
- 『知識ゼロからのマルクス経済学入門』的場昭弘監修 幻冬舎 2009年
- 『弘兼憲史の大人のための「もてなし」の達人』新講社 2009年
- 『「なりたい自分になれる」36のヒント (Wide shinsho)新講社 2009年
- 『弘兼憲史日本の議 この国を変えるための提言』監修 武田ランダムハウスジャパン 2010年
- 『気にするな』新潮新書 2010年
- 『60歳から人生を愉しむ43の方法』こう書房 2011年
- 『男は「気配り」だ!』新講社 2011年
- 『おうちワインの教科書』幻冬舎メディアコンサルティング 2012年
- 『50歳からの「死に方」 残り30年の生き方』廣済堂新書 2014年
- 『ヒロカネ流 後半生は「人生楽しんだもん勝ち」』講談社 2014年
- 『僕はこう考えて生きてきた』サンマーク出版 2014年 『弘兼式なりゆきまかせの生き方のススメ』（サンマーク文庫）
- 『夢は9割叶わない。』ダイヤモンド社 2014年
- 『30歳からをどう生きるか』新講社 2014年
- 『島耕作の農業論』光文社新書 2015年
- 『島耕作も、楽じゃない。 仕事・人生・経営論』光文社新書 2016年
- 『弘兼流60歳からの手ぶら人生』海竜社 2016年
- 『弘兼憲史流「新老人」のススメ』徳間書店 2016年
- 『いかに死んでみせるか 最期の言葉と自分』廣済堂新書 2016年
- 『男子の作法』SB新書 SBクリエイティブ 2017年
- 『長男・長女の「終活力」』新講社 2017年
- 『古希に乾杯!ヨレヨレ人生も、また楽し』海竜社 2017年
- 『弘兼流60歳からの楽々男メシ』マガジンハウス 2017年
- 『人生は70歳からが一番面白い』SB新書 SBクリエイティブ 2018年
- 『弘兼流「ひとり力」で孤独を楽しむ』PHP研究所 2018年

### 共著
- 『課長島耕作の成功方程式』監修：構成：渡辺利弥 1-2　講談社 1992年-1993年
- 『国会議事堂のダンディー 対論』海江田万里共著 こーりん社 1994年
- 『キミはどっちだ!? 課長島耕作VS釣りバカ浜崎ちゃんの往復所感』やまさき十三共著 こだま出版 1996年
- 『部長島耕作より元気が出る18通の手紙』監修&アドバイス, 三局A特別チーム作 講談社 1999年
- 『弘兼憲史×海原純子『快楽園』  男50歳、女40歳から』海原純子,竹内夕紀共著 主婦と生活社 1999年
- 『島耕作の成功するビジネス英会話』巽一朗, 巽スカイ・ヘザー 著, 弘兼画 講談社 1999年 のち文庫
- 『ミドルエイジ・クライシス やさしい発想転換法』大野裕共著 朝日出版社 2001年
- 『外資系企業に学ぶ「仕事術」』浅見隆コーチング 主婦と生活社 2002年
- 『楽しむ心を忘れない大人たちの人生娯楽術』竹内義和共著 ぶんか社 2002年
- 『弘兼憲史のゴルフ悪魔のささやき』三田村昌鳳共著 IMS出版 2002年
- 『島耕作の中国ビジネス最前線』村尾龍雄共著 講談社 2003年
- 『黄昏恋愛術』和田秀樹共著 小学館 2004年
- 『超「団塊」 2007年問題に立ち向かう!』加藤仁,清家篤,高山憲之,樋口恵子,福岡政行,立松和平共著 宝島社 2005年
- 『Oldies 俺たちのオールディーズ 歌謡こだわり倶楽部我らつっこみ探偵団プレゼンツ』竹内義和,バンブー竹内共著 メタモル出版 2006年
- 『本日の雑談 10(第2期 2)』西部邁共著 飛鳥新社 2006年
- 『本日の雑談 9(第2期 1)』西部邁共著 飛鳥新社 2006年
- 『社長たちの成功学7人のリアル「島耕作」』モーニング編集部共編 講談社 2008年
- 『知識ゼロからのクレーム処理入門』援川聡共著 幻冬舎 2008年
- 『知識ゼロからの会社の数字入門』前田信弘共著 幻冬舎 2009年
- 『知識ゼロからのマーケティング入門』前田信弘共著 幻冬舎 2009年
- 『知識ゼロからの面接入門』小島貴子共著 幻冬舎 2009年
- 『知識ゼロからの環境ビジネス入門』岡林秀明共著 幻冬舎 2009年
- 『知識ゼロからの松下幸之助入門』片山修共著 幻冬舎 2009年
- 『知識ゼロからの為替相場入門』佐藤治彦共著 幻冬舎 2009年
- 『知識ゼロからの孫子の兵法入門』前田信弘共著 幻冬舎 2009年
- 『知識ゼロからのアメリカ経済入門』河村哲二共著 幻冬舎 2009年
- 『新・GOLF練習嫌いはこれを読め! スイング強化書 オールカラー完全保存版 (ポスト・サピオムック) 内藤雄士共著 小学館 2010年
- 『ニッポンの大問題 どうする?どうなる? 少子"超"高齢化編』石破茂共著 ワニブックス 2017年

## アシスタント
- のむらしんぼ
- 唐沢なをき
- 柴門ふみ（妻）
- 山本英夫
- 吉原昌宏

## メディア出演

### ラジオ
- くにまるワイド ごぜんさま〜（文化放送） ※火曜日コメンテーター
- ドコモ団塊倶楽部（文化放送、2009年4月11日 - ） ※レギュラー番組としての期間。不定期時代から出演。
- 音楽熱中倶楽部（NHKラジオ第1）
- 弘兼憲史 大人の扉（ニッポン放送）
- 弘兼憲史 黄昏のオヤジ（ニッポン放送）※不定期
- 弘兼憲史 黄昏ヒットパレード（ニッポン放送）※不定期
- おはようパーソナリティ小縣裕介です（2023年12月3日、ABCラジオ）
- 弘兼憲史の“俺たちはどう生きるか”（NHKラジオ第1、2024年10月 - ）※2023年より不定期放送。2024年10月より土曜第1週のレギュラー放送。

### CM
- 中国電力 - 原子力発電に関するCMに出演中。
- 東京電力 - エネルギー問題を「今」考えるドラマ“東田研に聞け”でキャラクターデザイン担当。
- 森ビル - 「島耕作」と、都市を見つめる

## 原子力・電力業界との関係
漫画『専務島耕作』で、主人公の島耕作が高速増殖炉「もんじゅ」を見学する場面を描くなどエネルギー問題に関心を寄せており、かつ原子力・電力業界との関係も深く、原子力発電の利用についてたびたび支持する発言をしてきた。
日本原子力学会誌『ATOMOΣ』2008年4月号で、エネルギー安全保障の観点から原子力発電の推進が「最も現実的な方策」であり、原子燃料サイクルプルサーマルの実現によって「半永久的な資源確保が可能」となり、青森県六ヶ所村の再処理工場や高速増殖炉もんじゅ等でウラン燃料を再利用することで「エネルギーの長期安定確保を可能にする原子燃料サイクルに大きな可能性を感じます」 と書き、洞爺湖サミットで「我が国が持つ原子力の高い技術や豊富な経験を活かして、国際的に地球環境保全に貢献できるよう、産・官・学それぞれの立場でリーダーシップを発揮していただきたいと思います」と期待を寄せた。
東京電力とは同年に当時の社長・勝俣恒久とも対談し、2006年から東京電力のホームページにフラッシュコミック『東田研に聞け』を2011年（18話）まで連載していた が、福島第一原子力発電所事故後の同年5月時点では全て削除され、島耕作シリーズの作中でも方針転換されている。
一方、広島に隣接している岩国市の出身ということもあり、原子爆弾に対しては批判的である。特に原子力・電力業界へ接近する以前の1980年代は『ハロー張りネズミ』で広島市への原子爆弾投下を扱ったエピソードを描き、中沢啓治原作のアニメ映画『黒い雨にうたれて』のキャラクターデザインを担当するなど、明確に反戦反核のスタンスを取っていた。
このような遍歴に加え、『加治隆介の議』以降は作中やエッセイで保守的な政治スタンスを表明することも多いため、左派論客からは以下のような批判をよく受けている。

## 批判
後藤和智による批判
評論家の後藤和智は2005年に自身のブログ で、読売新聞の調査に関して弘兼が若年層の経済や労働環境の問題を考慮せず、ニート、フリーターの増加を精神の問題としてしか捉えていない点などを指摘し、「あからさまに若年層を堕落した存在としてしか捉えていない」と批判している。

週刊金曜日による批判
弘兼が原子力発電や核燃料再処理推進の立場をとってきたことで、「週刊金曜日」は2011年4月15日号で「原発文化人25人への論告求刑」と題する記事を掲載し、その中で弘兼を「安全神話の最大のホラ吹き役」と批判した。